# 3924 Birch
3924 Birch eller 1977 CU är en asteroid i huvudbältet som upptäcktes 11 februari 1977 av de båda amerikanska astronomerna Charles T. Kowal och Edward L.G. Bowell vid Palomarobservatoriet. Den har fått sitt namn efter astronomen Peter V. Birch.
Asteroiden har en diameter på ungefär 16 kilometer.